# یو یون جونگ
یو یون جونگ (کره‌ای: 유연정؛ زادهٔ ۳ اوت ۱۹۹۹) که بیشتر با نام یونجونگ (انگلیسی: Yeonjung) شناخته می‌شود، خواننده اهل کره جنوبی زیر نظر استارشیپ انترتینمنت است. او بیشتر به عنوان یکی از اعضای گروه دخترانهٔ کره‌ای-چینی کازمیک گرلز و کسب جایگاه یازدهم در برنامه رقابتی پرودوس ۱۰۱ که او را به یکی از اعضای گروه آی.او. آی تبدیل کرد، شناخته می‌شود.

## فیلم‌شناسی

### مجموعه تلویزیونی
| سال  | عنوان       | نقش       | توضیحات               | منابع |
| ---- | ----------- | --------- | --------------------- | ----- |
| ۲۰۱۷ | ادیسه کره‌ای | لی دا این | حضور افتخاری (قسمت ۱) | [ ۳ ] |

### برنامه تلویزیونی
| سال  | عنوان                 | نقش        | توضیحات                                               | منابع |
| ---- | --------------------- | ---------- | ----------------------------------------------------- | ----- |
| ۲۰۱۶ | پرودوس ۱۰۱            | شرکت کننده | برنامه رقابتی برای تشکیل گروه آی.او. آی جایگاه یازدهم | [ ۴ ] |
| ۲۰۱۹ | وی-۱                  | شرکت کننده | برنده                                                 | [ ۵ ] |
| ۲۰۲۰ | لوتو سینگر (로또싱어) | شرکت کننده |                                                       | [ ۶ ] |

### تئاتر
| سال  | عنوان          | عنوان کره‌ای   | نقش       | توضیحات      | منابع       |
| ---- | -------------- | ------------- | --------- | ------------ | ----------- |
| ۲۰۲۲ | لیزی           | 리지          | آلیس راسل | نخستین تئاتر | [ ۷ ]       |
| ۲۰۲۲ | سقوط بر روی تو | 사랑의 불시착 | سو دان    |              | [ ۸ ] [ ۹ ] |